# Johan Nilsson
Johan Theodor Nilsson (ur. 2 grudnia 1890, zm. 10 sierpnia 1959) – szwedzki zapaśnik walczący w stylu klasycznym. Olimpijczyk z Sztokholmu 1912, gdzie zajął szóste miejsce w wadze lekkiej.
Zajął dziewiąte miejsce na mistrzostwach Europy w 1907. Mistrz kraju w 1916 roku.

## Letnie Igrzyska Olimpijskie 1912
| Konkurencja            | Rundy eliminacyjne        | Rundy eliminacyjne    | Rundy eliminacyjne       | Rundy eliminacyjne      | Rundy eliminacyjne     | Rundy eliminacyjne   | Klas. końcowa |
| Konkurencja            | Przeciwnik I              | Przeciwnik II         | Przeciwnik III           | Przeciwnik IV           | Przeciwnik V           | Przeciwnik VI        | Miejsce       |
| ---------------------- | ------------------------- | --------------------- | ------------------------ | ----------------------- | ---------------------- | -------------------- | ------------- |
| 67,5 kg styl klasyczny | Ludwig Sauerhöfer (GER) Z | József Sándor (HUN) Z | Herbrand Lofthus (NOR) Z | Volmar Wikström (FIN) P | Alfred Salonen (FIN) Z | Ödön Radvány (HUN) P | 6.            |